# Gouveia (Portugal)
Gouveia é uma cidade portuguesa do Distrito da Guarda com 3064 habitantes (2021), situada na província histórica da Beira Alta, e integrada atualmente na sub-região das Beiras e Serra da Estrela da Região do Centro.
É sede do Município de Gouveia que tem 300,61 km² de área e 12 222 habitantes (2023), subdividido em 16 freguesias. Situado na encosta noroeste da Serra da Estrela, o município é limitado a noroeste por Mangualde, a norte por Fornos de Algodres, a nordeste por Celorico da Beira, a leste pela Guarda, a sul por Manteigas e a oeste por Seia, com o Rio Mondego a determinar o grosso das suas delimitações administrativas a norte e a sul.

## História
Uma crença popular, improvável, sugere que a cidade de Gouveia teria sido povoada pelos Túrdulos no século VI a.C.. No entanto, os vestígios mais antigos na cidade reportam-se ao Largo do Castelo, onde nos anos 1940 foram encontrados 3 potes funerários, datados, à época, para a Idade do Bronze, com vestígios de incineração e restos de ossadas humanas. Desta época é também um molde de agulhas bivalve, em xisto polido, encontrado na década de 1940, no Campo Redondo (freg. S.Paio).
Além disso a antiga Gauvé encontra-se no centro do país, numa região comprovada como parte dos lusitanos, uma tribo Celta que é muito mais natural como tendo dado origem a Gouveia.
Do período romano são conhecidos uma ara votiva consagrado ao Deus Lusitano Salqiu e uma sepultura de um guerreiro romano, contendo vários artefactos metálicos (machado, faca e ponta de seta) junto à antiga escola primária de S. Pedro.
As calçadas romanas que existem tanto no alto município, nomeadamente em Folgosinho (Galhardos e Cantarinhos), como no baixo-município, ao caso, em Vila Nova de Tazem (troço da Teixugueira-Parigueira) são prova da vivência e dinâmica regional à época romana, na região, sem, no entanto, se ter encontrado prova do estatuto jurídico-administrativo, sabendo-se apenas que estava integrada na província da Lusitânia.
Os troços de calçada romana do alto-município são parte da via que ligava Mérida a Braga, cruzando a Ponte de Alcântara.

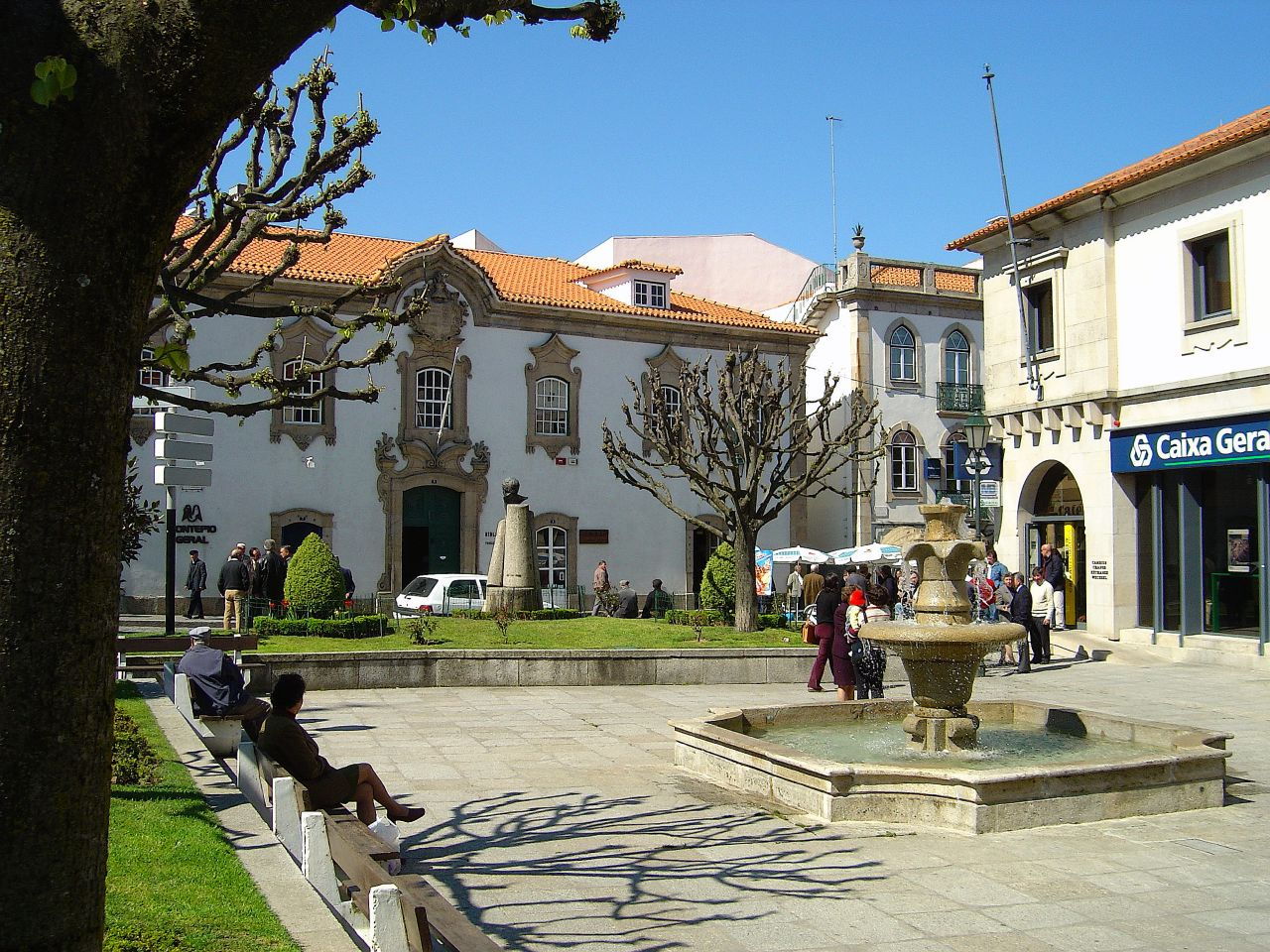
Biblioteca Municipal Vergílio Ferreira - Solar dos Serpa Pimentel

Durante a ocupação dos povos germânicos e muçulmanos, nada se sabe da Gaudella alto-medieval; apenas que, Fernando, O Magno, a conquistou por capitulação aos muçulmanos em 1055, com a primeira referência ao Castelo de Gouveia a surgir na na Bula Oficii nostri do Papa Inocêncio II, de 1135.
A rainha D. Teresa doou-a em couto, no ano de 1125, os freires da Ordem de São João de Jerusalém, radicados no Mosteiro de Águas Santas, na Maia.
D. Sancho I, outorgou-lhe foral em 1186 enchendo de privilégios os seus moradores, tentando desta forma assegurar o seu repovoamento. D. Afonso II renovou-lhe foral em 1217, aumentando-lhe ainda mais as suas regalias e recebeu foral novo manuelino em 1510.
Sobre a fortaleza local, apenas se conhece a sua existência através de alguns registos documentais, como a carta que o rei D. Pedro II enviou à câmara de Gouveia, pedindo que se limpasse e alumiasse o Castelo de Gouveia, pois, a sua irmã, Catarina de Bragança, após enviuvar de Carlos II de Inglaterra, regressava à corte portuguesa, entrando pela província da Beira em 1693, permanecendo por aqui uns dias.
O castelo terá sido obliterado aquando da retirada das tropas do General Massena durante a 3ª Invasão Francesa, no âmbito da Guerra Peninsular, por volta do dia 21 de Março de 1811, apesar de já se encontrar em ruína por essa altura.
A comunidade judaica em Gouveia, que no decorrer da Idade Média aqui assentou, é conhecida através dos nomes e profissões de alguns hebreus sefarditas do séc. XIV e XV.
Em 1967 foi encontrada uma inscrição hebraica enquanto se destruía o casario para a construção do edifício dos CTT. Serviria de torsa à antiga sinagoga de Gouveia, situada na Rua Nova. Nela se lê o ano de 5257 da era judaica (1496/7 da era cristã) e terá sido a última sinagoga construída na Península Ibérica antes do édito manuelino. A judiaria no Bairro da Biqueira e algumas marcas inscritas nas ombreiras de edifícios da zona histórica da cidade são ainda visíveis, assim como é a inscrição, no edifício da Casa da Vivência Judaica, na Rua das Nogueiras.

A capela de Sta. Cruz, no Bairro da Biqueira, tem a sua construção associada a episódios de perseguição e violência ocorridos entre os anos de 1528 e 1531 para com a população cristã-nova. Após falsas acusações contra esta comunidade, três indivíduos foram acusados de profanação de uma imagem santa venerada pela população, condenando-se à morte na fogueira. Provada a sua inocência, os frades franciscanos do Convento do Espírito Santo edificaram a capela.

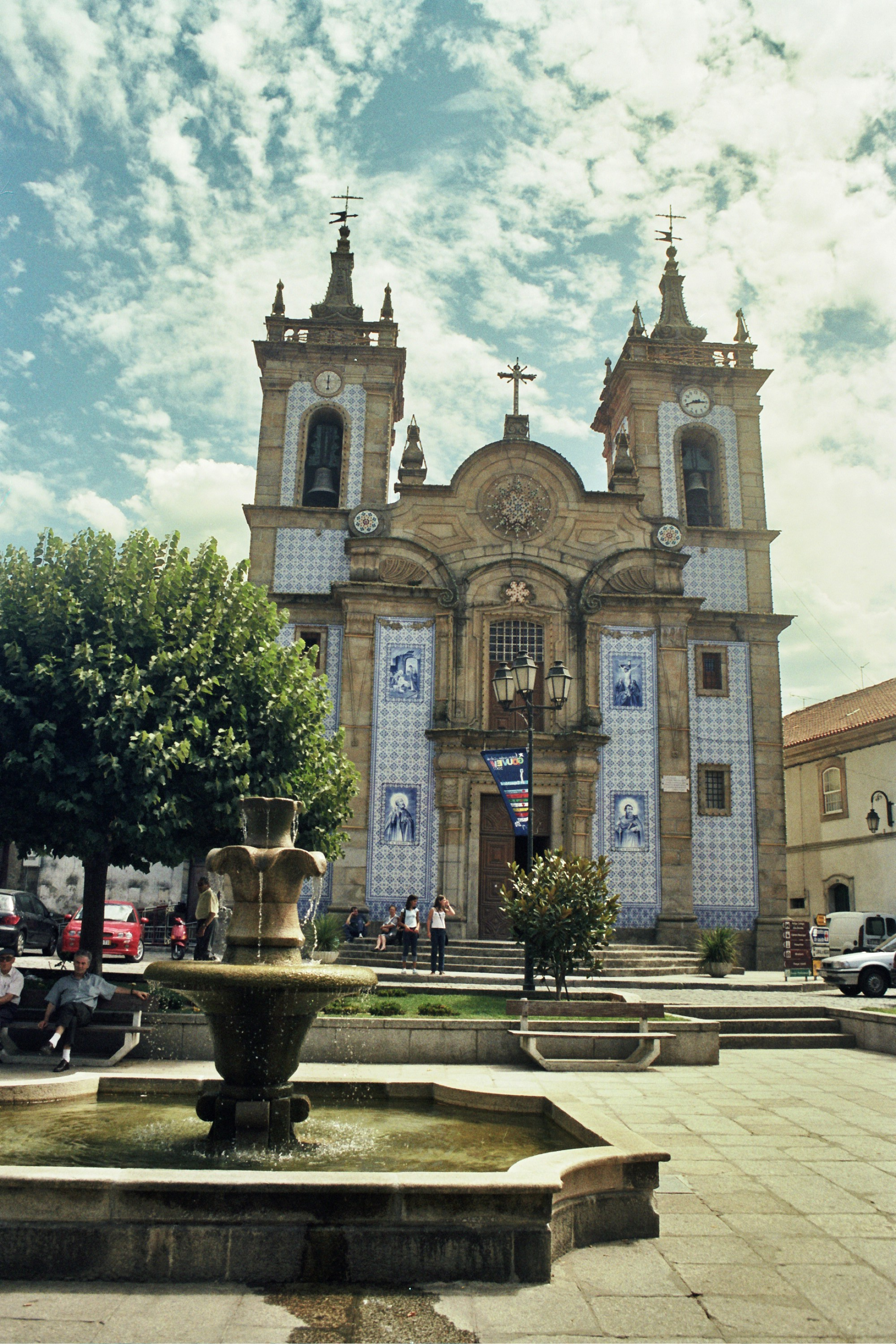
Igreja de S. Pedro (Gouveia)

Foi senhor de Gouveia D. Manique da Silva, filho dos 4ºs condes de Portalegre, mordomo-mor de Filipe IV de Espanha, que o fez marquês de Gouveia a 20 de Janeiro de 1625; o 5º marquês deste título, D. José de Mascarenhas, veio a ser o 8º duque de Aveiro tendo morrido executado de um modo cruel em Lisboa a 13 de Janeiro de 1759, e por esse motivo Gouveia foi anexada aos bens da Coroa, no decurso do processo dos Távoras. Os títulos de Marquês de Távora e de Duque de Aveiro foram extintos e o palácio deste, em Lisboa, demolido. O terreno onde se erguia a construção foi salgado para que ali nada nascesse ou crescesse. No local foi construída uma coluna cilíndrica, com cinco anéis que representam os cinco membros da família dos Duques de Aveiro implicados na conspiração, atualmente, no Beco do Chão Salgado, em Belém, Lisboa.

A pastorícia e a transumância eram a vertente económica relevante na região, que permitiria o desenvolvimento da indústria dos lanifícios. Esta teve um grande papel no desenvolvimento da cidade, município e região, ao longo do séculos XIX e XX, nomeadamente com o desenvolvimento da Indústria Têxtil. Gouveia era um centro de evolução industrial, com uma comunidade operária, pulsante e esclarecida, como o prova o facto de em 1870 haver 57 teares mecânicos a funcionar em Portugal, com Gouveia a deter 20. Em 1873 eram 23 as fábricas que funcionavam no município e no final do séc. XIX era o sexto maior centro urbano de faturação industrial em Portugal.

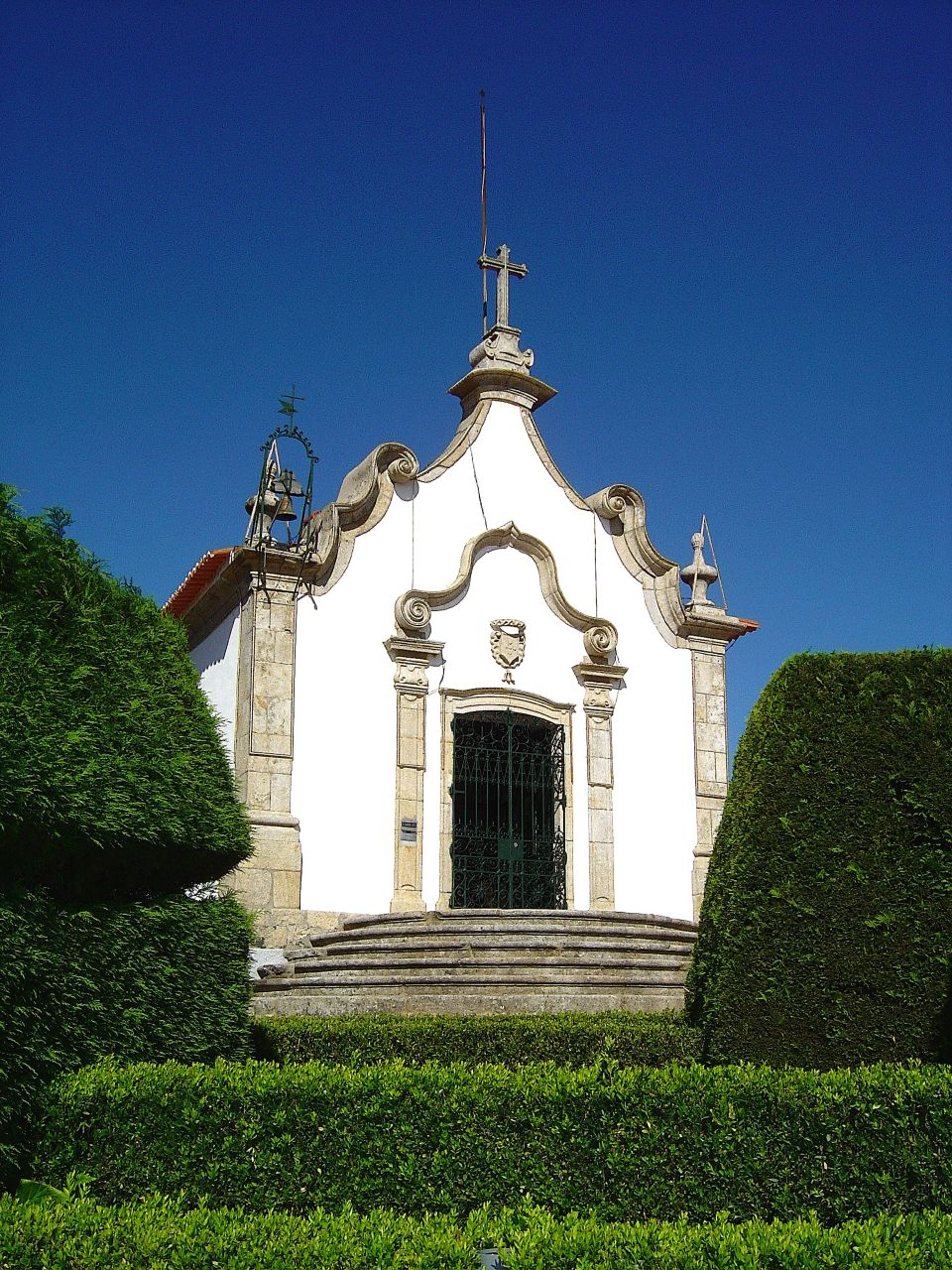
Capela do Senhor do Calvário

Em Agosto de 1902 deu-se início a um movimento grevista que teve enorme impacto, até por ter sido apoiado e coberto nacionalmente, sendo conhecida como a 1ª grande greve operária em Portugal. Em Novembro, a greve terminou com dois mortos, num encontro com as forças de segurança, ao fim de 4 meses.
Em 1917 Gouveia era a segunda cidade com mais operários na indústria dos lanifícios da região da Serra da Estrela, perfazendo um total de 1037, só superada pela Covilhã. Gouveia foi elevada a cidade por lei de 1 de Fevereiro de 1988.
O Bairro do Castelo é a zona histórica por excelência da cidade com o seu traçado urbano medieval, mas é fora do bairro que melhor se preservou a monumentalidade dos edifícios gouveenses como a Casa da Torre (edifício quinhentista e classificado como Monumento Nacional) e os edifícios setecentistas, como o solar dos Serpa-Pimentel (atual Biblioteca Municipal Vergílio Ferreira), os Paços do Concelho (antigo Colégio dos Jesuítas), o Solar dos Condes de Vinhó e Almedina (atual Museu Municipal de Arte Moderna Abel Manta), o Convento do Espírito Santo, a Igreja de S. Pedro, a Igreja de S. Julião e a Igreja da Misericórdia. O edificado religioso de menor dimensão mostra também a riqueza e variedade patrimonial de Gouveia, como são exemplo as capelas de Santa Cruz, de S. Miguel e do Senhor do Calvário. A Romaria do Senhor do Calvário, realizada na segunda segunda-feira, a seguir ao segundo domingo de Agosto (feriado Municipal) é a principal celebração religiosa e popular da cidade, que durante o séc. XX chegou a ser considerada a maior Romaria das Beiras.

## Geografia e Ambiente

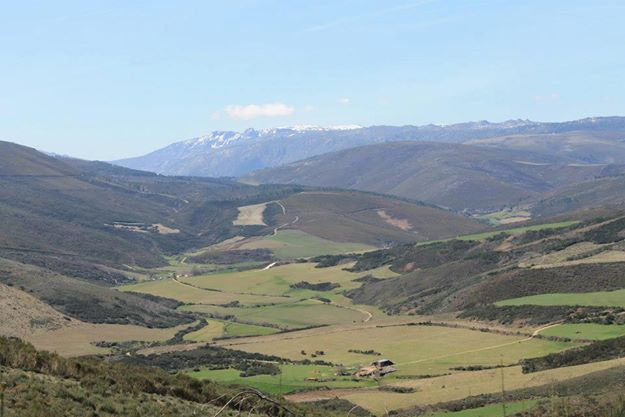
Casais de Folgosinho. Vale Superior do Mondego. Ao fundo a Torre.

Integrado na encosta ocidental da Serra da Estrela, em Gouveia apreciam-se vistas de cortar a respiração, com vastos horizontes e panorâmicas de praticamente 180º dos seus mirantes como são o do Paixotão e do Monte Calvário, junto ao centro da cidade. Avista-se o vale do Mondego e os horizontes recortados pelas vários sistemas montanhosos da Beira Alta. O acesso ao maciço central é feito através de toda a encosta, proporcionando uma viagem até ao ponto mais alto da serra, com vistas ímpares em Portugal.

## Cultura
Em Gouveia é possível visitar os seguintes museus:
- Museu Municipal de Arte Moderna Abel Manta[18];
- Museu da Miniatura Automóvel[19];
- Espaço de Arte e Memória[20];
- Casa da Vivência Judaica[21];
- Casa Vergílio Ferreira Para Sempre (Melo)[22].

## Património
- Castelo de Folgosinho
- Pelourinho de Melo
- Capela de Santa Marta
- Anta da Pedra da Orca
- Igreja do antigo Convento da Madre de Deus ou Igreja Matriz de Vinhó

## Gouveenses Ilustres
- Vergílio Ferreira (escritor, professor)
- Abel Manta (pintor, professor)
- Pedro Amaral Botto Machado (benemérito, republicano)
- Fernão Botto Machado (republicano, deputado, diplomata da 1° República)
- António dos Santos Lucas (professor e ministro na 1° República)
- António Mendes Bello (cardeal patriarca de Lisboa, Bispo de Pinhel e Bispo de Aveiro)
- Beldemónio (escritor, jornalista)
- Bento de Moura Portugal (físico)
- Eulália Mendes (sindicalista)
- João Bernardo da Rocha Loureiro (cronista-mor do reino de Portugal)
- Joaquim Tenreiro (designer, pintor, escultor)
- Manuel de Gouveia (Bispo de Angra)
- António Elísio Capelo Pires Veloso (general)
- Aureliano Capelo Pires Veloso (político)
- António José da Fonseca Mimoso Pereira e Guerra (político, juiz)
- Albano Belino (arqueólogo)
- Isaura (cantora)
- Ana Borges (jogadora internacional de futebol)
- Silvia Rebelo (jogadora internacional de futebol)
- Laurindo de Jesus Marques (1924 - 2019), sacerdote
- João Saraiva Corte-Real (1913 - 1982) - General da Força Aérea Portuguesa
- João Rebocho (escritor)

## População
| Número de habitantes | Número de habitantes | Número de habitantes | Número de habitantes | Número de habitantes | Número de habitantes | Número de habitantes | Número de habitantes | Número de habitantes | Número de habitantes | Número de habitantes | Número de habitantes | Número de habitantes | Número de habitantes | Número de habitantes | Número de habitantes | Número de habitantes |
| -------------------- | -------------------- | -------------------- | -------------------- | -------------------- | -------------------- | -------------------- | -------------------- | -------------------- | -------------------- | -------------------- | -------------------- | -------------------- | -------------------- | -------------------- | -------------------- | -------------------- |
|                      | 1864                 | 1878                 | 1890                 | 1900                 | 1911                 | 1920                 | 1930                 | 1940                 | 1950                 | 1960                 | 1970                 | 1981                 | 1991                 | 2001                 | 2011                 | 2021                 |
| Global **            | 19738                | 21192                | 23022                | 24641                | 25539                | 23599                | 23724                | 27321                | 27673                | 25210                | 18305                | 19045                | 17410                | 16122                | 14046                | 12222                |
| 0-14 Anos ***        |                      |                      |                      | 8905                 | 9102                 | 7987                 | 7769                 | 8427                 | 7864                 | 7013                 | 4505                 | 4016                 | 3024                 | 2062                 | 1489                 | 1118                 |
| 15-24 Anos ***       |                      |                      |                      | 4281                 | 4465                 | 4079                 | 4869                 | 4579                 | 4812                 | 3909                 | 2735                 | 2844                 | 2226                 | 1944                 | 1321                 | 977                  |
| 25-64 Anos ***       |                      |                      |                      | 9804                 | 10210                | 9351                 | 10374                | 11677                | 12242                | 11528                | 8355                 | 8634                 | 8197                 | 7611                 | 6697                 | 5458                 |
| = ou > 65 Anos ***   |                      |                      |                      | 1294                 | 1565                 | 1640                 | 1755                 | 2197                 | 2555                 | 2760                 | 2710                 | 3551                 | 3963                 | 4505                 | 4539                 | 4669                 |

* População residente; ** População presente (1900-1950)

## Freguesias

Freguesias do município de Gouveia.

O município de Gouveia está dividido em 16 freguesias:
| - Aldeias e Mangualde da Serra - Arcozelo - Cativelos - Figueiró da Serra e Freixo da Serra - Folgosinho - Gouveia - Melo e Nabais - Moimenta da Serra e Vinhó | - Nespereira - Paços da Serra - Ribamondego - Rio Torto e Lagarinhos - São Paio - Vila Cortês da Serra - Vila Franca da Serra - Vila Nova de Tazem |

## Política

### Eleições autárquicas[24]
| Data | %     | V     | %       | V       | %      | V      | %              | V            | %              | V    | %              | V  | %              | V       | %   | V   | Participação |                |
| Data | PS    | PS    | CDS-PP  | CDS-PP  | PSD    | PSD    | FEPU/APU/CDU   | FEPU/APU/CDU | GDUP           | GDUP | AD             | AD | PSD-CDS        | PSD-CDS | PRD | PRD | Participação |                |
| ---- | ----- | ----- | ------- | ------- | ------ | ------ | -------------- | ------------ | -------------- | ---- | -------------- | -- | -------------- | ------- | --- | --- | ------------ | -------------- |
| Data | 1976  | 40,73 | 4       | 25,72   | 2      | 16,24  | 1              | 6,31         | -              | 2,75 | -              |    |                |         |     |     |              | 60,01 / 100,00 |
| 1979 | 52,52 | 4     | AD      | AD      | AD     | AD     | 4,63           | -            |                |      | 38,14          | 3  | 77,24 / 100,00 |         |     |     |              |                |
| 1982 | 40,79 | 3     | 11,19   | 1       | 33,35  | 3      | 7,89           | -            |                |      | 68,75 / 100,00 |    |                |         |     |     |              |                |
| 1985 | 47,67 | 4     | 7,35    | -       | 30,54  | 3      | 4,13           | -            | 5,73           | -    | 66,76 / 100,00 |    |                |         |     |     |              |                |
| 1989 | 46,49 | 4     | 5,12    | -       | 40,68  | 3      | 3,37           | -            |                |      | 66,68 / 100,00 |    |                |         |     |     |              |                |
| 1993 | 45,58 | 4     | 5,11    | -       | 41,56  | 3      | 3,44           | -            | 66,77 / 100,00 |      |                |    |                |         |     |     |              |                |
| 1997 | 49,02 | 4     | 1,94    | -       | 40,38  | 3      | 3,93           | -            | 65,08 / 100,00 |      |                |    |                |         |     |     |              |                |
| 2001 | 44,31 | 3     |         |         | 48,14  | 4      | 3,17           | -            | 67,00 / 100,00 |      |                |    |                |         |     |     |              |                |
| 2005 | 37,21 | 3     | 51,50   | 4       | 6,85   | -      | 67,40 / 100,00 |              |                |      |                |    |                |         |     |     |              |                |
| 2009 | 39,73 | 3     | 1,63    | -       | 52,08  | 4      | 3,39           | -            | 64,72 / 100,00 |      |                |    |                |         |     |     |              |                |
| 2013 | 38,71 | 3     | PPD/PSD | PPD/PSD | CDS-PP | CDS-PP | 4,21           | -            | 50,47          | 4    | 60,99 / 100,00 |    |                |         |     |     |              |                |
| 2017 | 31,65 | 2     | 5,29    | -       | 53,79  | 5      | 3,18           | -            |                |      | 55,47 / 100,00 |    |                |         |     |     |              |                |
| 2021 | 40,85 | 3     |         |         | 50,09  | 4      | 2,99           | -            | 56,29 / 100,00 |      |                |    |                |         |     |     |              |                |

### Eleições legislativas
| Data | %     | %     | %     | %    | %     | %     | %        | %     | %    | %     | %    | %   | %       | % | %  | %  |
| Data | PS    | PSD   | CDS   | PCP  | UDP   | AD    | APU/ CDU | FRS   | PRD  | PSN   | B.E. | PAN | PSD CDS | L | CH | IL |
| ---- | ----- | ----- | ----- | ---- | ----- | ----- | -------- | ----- | ---- | ----- | ---- | --- | ------- | - | -- | -- |
| 1976 | 35,41 | 25,04 | 20,57 | 5,28 | 1,44  |       |          |       |      |       |      |     |         |   |    |    |
| 1979 | 34,50 | AD    | AD    | APU  | 1,77  | 46,84 | 8,90     |       |      |       |      |     |         |   |    |    |
| 1980 | FRS   | AD    | AD    | APU  | 0,98  | 47,51 | 7,65     | 35,30 |      |       |      |     |         |   |    |    |
| 1983 | 40,95 | 27,44 | 17,02 | APU  | 0,60  |       | 8,17     |       |      |       |      |     |         |   |    |    |
| 1985 | 28,09 | 28,96 | 13,69 | APU  | 1,01  | 7,12  | 14,44    |       |      |       |      |     |         |   |    |    |
| 1987 | 29,77 | 52,35 | 4,25  | CDU  | 0,27  | 4,64  | 3,05     |       |      |       |      |     |         |   |    |    |
| 1991 | 31,60 | 54,80 | 3,99  | CDU  |       | 3,76  | 0,56     | 1,06  |      |       |      |     |         |   |    |    |
| 1995 | 44,74 | 40,45 | 7,34  | CDU  | 0,38  | 3,63  |          | 0,22  |      |       |      |     |         |   |    |    |
| 1999 | 45,32 | 37,99 | 7,79  | CDU  |       | 3,91  |          | 1,25  |      |       |      |     |         |   |    |    |
| 2002 | 38,74 | 47,13 | 7,21  | CDU  | 2,78  | 1,12  |          |       |      |       |      |     |         |   |    |    |
| 2005 | 47,08 | 35,10 | 5,64  | CDU  | 3,79  | 3,65  |          |       |      |       |      |     |         |   |    |    |
| 2009 | 36,02 | 37,70 | 8,52  | CDU  | 4,12  | 7,41  |          |       |      |       |      |     |         |   |    |    |
| 2011 | 28,79 | 47,36 | 8,84  | CDU  | 4,11  | 3,63  | 0,68     |       |      |       |      |     |         |   |    |    |
| 2015 | 36,46 | CDS   | PSD   | CDU  | 4,60  | 6,50  | 0,59     | 44,21 | 0,13 |       |      |     |         |   |    |    |
| 2019 | 39,22 | 33,39 | 3,73  | CDU  | 3,19  | 7,72  | 1,88     |       | 0,45 | 1,27  | 0,34 |     |         |   |    |    |
| 2022 | 45,97 | 33,38 | 1,78  | CDU  | 2,09  | 3,36  | 0,80     | 0,71  | 6,81 | 1,53  |      |     |         |   |    |    |
| 2024 | 34,47 | AD    | AD    | CDU  | 34,24 | 1,56  | 2,86     | 1,24  | 1,58 | 16,03 | 1,52 |     |         |   |    |    |

## Geminações
A cidade de Gouveia está geminada com as seguintes cidades:
- Labouheyre, Landes, França
- Danbury, Connecticut, Estados Unidos
- Leiria, Portugal

## Segurança
- Bombeiros Voluntários
- Polícia de Segurança Pública
- Guarda Nacional Republicana
- Proteção Civil